# Robot andador

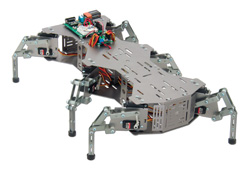
Un robot hexápodo.

Un robot andador es aquel cuya tracción viene dada por un sistema de piernas, en lugar de por ruedas u orugas. Pueden clasificarse según el número de piernas de las que se sirven. Así, puede haber vehículos o robots de una pierna (saltadores); de dos piernas (bípedos); de tres (trípodes); cuatro (cuadrúpedos) o seis (hexapodos).
Una de las primeras apariciones de este tipo de mecanismos en la literatura fueron los trípodes marcianos de la novela de H. G. Wells La Guerra de los Mundos, si bien tampoco se describía con detalle su sistema de locomoción.
Si bien la movilidad y maniobrabilidad de un sistema de piernas es mayor que el de uno con ruedas, lo complicado de su control y diseño hace que su uso hoy en día esté restringido a robótica experimental, si bien también han existido diseños comerciales como el Walking truck (camión andante) de la General Electric, ALDURO de la Universidad de Duisburg-Essen o el hexápodo Walking Forest Machine (máquina forestal andante) de John Deere. Otros, como el BigDog han sido diseñados con fines militares. El mayor vehículo andador construido es la excavadora The Big Muskie.
Sin embargo, actualmente, la mayor parte de los andadores son juguetes o robots de exhibición, como los bípedos QRIO y ASIMO, o en cuadrúpedo AIBO.
- Datos: Q1424704
- Multimedia: Walking robots / Q1424704